# Gryon gallardoi
Gryon gallardoi är en stekelart som först beskrevs av Juan Brèthes 1913.  Gryon gallardoi ingår i släktet Gryon och familjen Scelionidae. Inga underarter finns listade i Catalogue of Life.